# Cho Yong-hyung
Cho Yong-hyung (* 3. November 1983 in Incheon) ist ein ehemaliger südkoreanischer Fußballspieler.

## Karriere
Cho begann seine Profikarriere 2005 als Spieler von Bucheon SK und wurde in seinem ersten Jahr in der K-League gleich in die beste Elf der Saison gewählt. Nach seinem Wechsel zum Spitzenklub Seongnam Ilhwa Chunma konnte sich der Innenverteidiger als Stammspieler etablieren und wurde 2007 mit dem Team Vizemeister. In der folgenden Saison kehrte er zu Jeju United zurück.
Zur Saison 2010/11 wechselte er zu Al-Rayyan.
Der neue Nationaltrainer Südkoreas Huh Jung-moo berief ihn gleich für das erste Spiel unter seiner Führung im Januar 2008 gegen Chile in den Kader. Seitdem spielt Cho regelmäßig in der Nationalmannschaft Südkoreas und nahm auch an der Fußball-Weltmeisterschaft 2010 in Südafrika teil.

### Titel und Erfolge
- Koreanischer Vizemeister 2007 mit Seongnam Ilhwa Chunma